# صناعة الفضاء الروسية

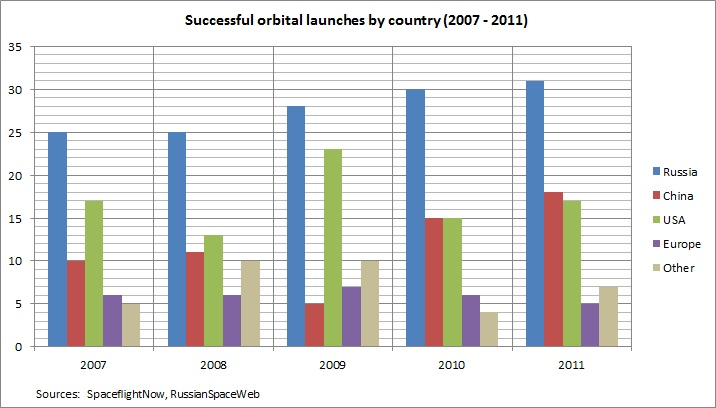
عمليات أطلاق الصواريخ الناجحة على مستوى العالم.

تتألف صناعة الفضاء الروسية من أكثر من 100 شركة وتوظف 250,000 موظف. تنحدر معظم الشركات الروسية من مكاتب التصميم السوفيتية وشركات الإنتاج الحكومية السابقة. بعد تفكك الاتحاد السوفيتي دخلت صناعة الفضاء في أزمة عميقة، حيث هبطت ميزانية برنامج الفضاء بمقدار 80% وخسرت الصناعة قسماً كبيراً من قوتها العاملة، حتى بدأ التعافي بعد عام 2000. وخلال سنوات الأزمة استمرت عدة شركات بالعمل من خلال الشراكة في مشاريع مشتركة مع شركاء أجانب وإطلاق أقمار اصطناعية للشركات الأجنبية.
بعد عام 2005 ومع موجة التحسن العامة في الاقتصاد ازدادت ميزانية برنامج الفضاء الروسي بشكل ملموس ووضعت خطة طموحة لتنمية البرنامج.
وحالياً أبرز الشركات في الصناعة الفضائية الروسية هي شركة (آر كي كي إنرجيا) وهي منتج رئيسي للمركبات المأهولة. مركز الدولة للبحوث والإنتاج الفضائي خرونتشيف ومركز الدولة للبحوث والإنتاج الفضائي-التقدم وهي أهم شركات إنتاج المركبات غير المأهولة. بينما أكبر منتج للأقمار الأصطناعية هي شركة (ريشتنف لنظم معلومات الأقمار الصناعية) بينما (إن بي أو لافاجكان) منتج مركبات الفضاء للتنقل بين الكواكب.
حدثت عملية إعادة تنظيم مهمة لصناعة الفضاء الروسية في عام 2013، مع زيادة الرقابة الحكومية واشراك الشركات الخاصة التي ظهرت بعد تفكك الاتحاد السوفيتي.

## التأريخ

### بعد المرحلة السوفيتية

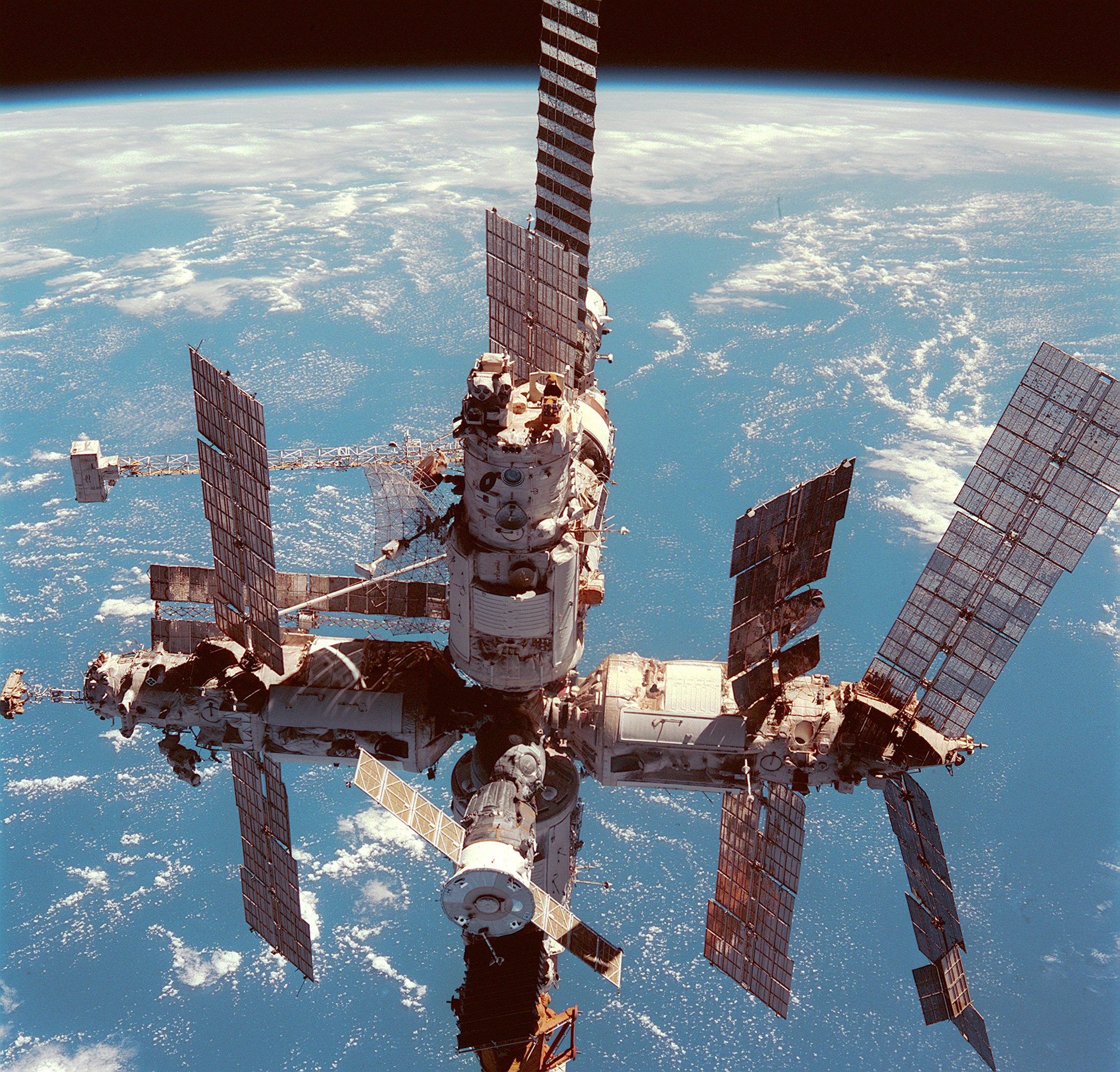
محطة الفضاء مير 1998

خلال العهد السوفيتي كانت صناعة الفضاء السوفيتية كبيرة، وممولة جيداً، وحققت مجموعة من النجاحات البارزة. وبلغ الإنفاق على برنامج الفضاء السوفيتي الذروة عام 1989 عندما بلغت ميزانيته 6.9 مليار روبل أي ما نسبته 1.5% من مجمل الناتج المحلي السوفيتي. خلال فترة البيريسترويكا أواخر عقد الثمانينات بدأت ميزانية البرنامج بالتناقص، وبلغ هذا النقص في التموين درجة خطيرة مع المصاعب الاقتصادية خلال عقد التسعينات. وبعد تفكك الاتحاد السوفيتي ورثت روسيا القسم الأكبر من البنية التحتية والشركات من البرنامج السوفيتي بينما ورثت أوكرانيا مكتب تصميم (يوجنوي).
وتأسست وكالة روسيا الفدرالية الفضائية 25 شباط/فبراير 1992 لتنسيق أنشطة الفضاء الوطنية، فخلال الحقبة السوفيتية لم تكن هناك وكالة مركزية للفضاء وبدلاً من ذلك كانت مكاتب التصميم قوية جداً.

### سنوات الأزمة
في عام 1993 ألُغي برنامج مكوك الفضاء بوران وهو أكثر البرامج أهمية في صناعة الفضاء الروسية، بعد أن استمر العمل عليه مدة عشرين سنة من قبل أفضل الشركات وأدى الإلغاء مباشرة إلى تسريح 30% من قوة العمل في برنامج الفضاء. حيث انخفض عدد العاملين إلى 300,000 موظف عام 1994. بعد أن كان في عام 1987 تعد 400,000 موظف. كما انخفظت ميزانية البرنامج لتبلغ نسبتها 0.23% من مجمل ميزانية البلد.
وتلقى برنامج الفضاء الروسي ضربة أخرى مع الأزمة المالية الروسية 1998. حيث وصل الانخفاض في ميزانية البرنامج 80% عما كان عليه في الثمانينات. واستمرت صناعة الفضاء تخسر قوة العمل حتى لم يتبقى من القوة العاملة غير 100,000 موظف. كما تقلصت معدلات الأجور الشهرية حيث كانت 3000 روبل (أي ما يعادل 104 دولار)). وكان من نتائج تقلص الإنفاق تدهور البنية التحتية المادية لبرنامج الفضاء بدرجة كبيرة وتجسد ذلك عام 2002 بانهيار سقف أحد حظائر الطائرات (التي كانت تأوي مكوك الفضاء بوران) في قاعدة بايكونور مما أدّى إلى تدمير مكوك الفضاء الذي لم يَطِرْ إلا مرة واحدة عام 1988.

### الشراكات الأجنبية
خلال سنوات الأزمة كانت الطريقة المثلى لتستمر شركات الفضاء بالعمل هي البحث عن شريك أجنبي. ومن الأمثلة الناجحة بهذا الصدد مركز الدولة للبحوث والإنتاج الفضائي خرونتشيف. فقد انشأت مشروع مشترك مع شركة لوكهيد بأسم (لوكهيد-خرونتشيف) لإطلاق الأقمار الاصطناعية في 15 نيسان/أبريل 1993. في ومع اندماج شركتي لوكهيد ومارتن ماريتا عام 1995 فتحول أسم المشروع المشترك بين خرونتشيف ولوكهيد مارتين من (لوكهيد-خرونتشيف) إلى (شركة خدمات الإطلاق الدولية). استخدمت هذه الشركة المشتركة الصاروخ الأمريكي أطلس 5 والروسي صاروخ بروتون. وسمحت الولايات المتحدة (لشركة خدمات الإطلاق الدولية) باستخدام الصاروخ الروسي لإطلاق الأقمار الاصطناعية لكن خصصت حصة محددة من عمليات الإطلاق باستخدام الصاروخ بروتون لحماية الصاروخ الأمريكي من المنافسة الروسية باستخدام قوانين الحماية من الإغراق. وعدا هذا فان صاروخ بروتون الذي يصنعه. مركز الدولة للبحوث والإنتاج الفضائي خرونتشيف كان ولايزال ناجحاً. حيث كسب الصاروخ عقود بقيمة تفوق 1.5 مليار دولار بنهاية عام 2000. منذ عام 1994 ربح بروتون عقود بقيمة 4.3 مليار دولار. ووصل هذا الرقم إلى 6 مليارات دولار عام 2011.
ومن الشركات الناجحة الأخرى شركة (أنركومش) التي تنتج محركات الصواريخ القوية من طراز (RD-180) التي ركبت على الصاروخ الأمريكي أطلس 5. وينتج الصاروخ أطلس 5 من قبل لوكهيد مارتن التي اشترت في البداية 101 محرك (RD-180) بقيمة مليار دولار.

## خطة الفضاء الاتحادية الجديدة

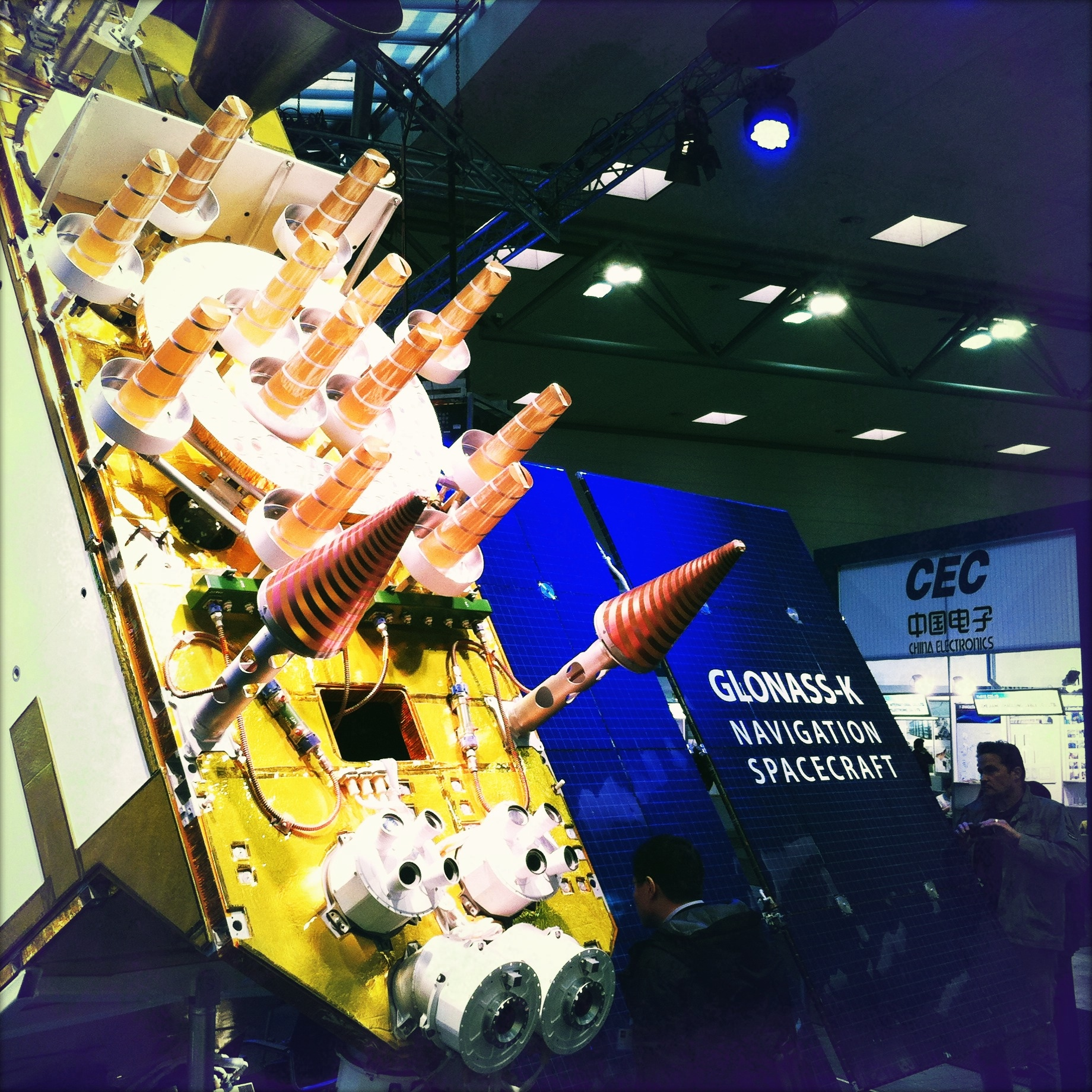
نموذج القمر الأصطناعي (غلوناس-ك) الذي تنتجه شركة (ريشتنف لنظم معلومات الأقمار الصناعية)

منذ عام 2000 أخذ الاقتصاد الروسي يتعافى وينمو كل عام ما يفوق نموه خلال عقد التسعينات بالكامل. وانعكس هذا إيجاباً على صناعة الفضاء الروسية.
وضعت الحكومة الروسية تطوير نظام الملاحة بالأقمار الأصطناعية غلوناس من أولوياتها عام 2001. والمتعاقد الرئيسي لتنفيذ هذا المشروع كان شركة (أن بي أو بي أم)التي أستلمت معونة من الحكومة الروسية بقيمة 4.8 مليار روبل وقد خُصصت منها 1.6 مليار روبل لتمويل مشروع غلوناس GLONASS . ازداد انفاق برنامج الفضاء الروسي إلى 12 مليار روبل وبحلول العام 2004.
وضعت إستراتيجية جديدة لتطوير برنامج الفضاء في العام 2005 وسميت (خطة الفضاء الفيدرالية 2006-2015) وتضمنت الخطة إكمال محطة الفضاء الدولية وتطوير عائلة الصواريخ الجديدة أنجارا، إنتاج سفينة فضاء مأهولة إضافة إلى إكمال مجموعة إقمار غلوناس إضافة إلى أهداف أخرى.
عام 2005 استمر ميزانية برنامج الفضاء الروسي بالتحسن بصورة ملموسة لتبلغ 21.95 مليار روبل، ولترتفع إلى 23 مليار روبل عام 2006، ولتقفز إلى 24.4 مليار روبل عام 2007 أنُفقت على برنامج الفضاء المدني، بينما بلغ الإنفاق على برنامج الفضاء العسكري 11مليار روبل. بالإضافة إلى مكاسب شركات الصناعة الفضائية من العقود التجارية.
مع (برنامج التحديث) الذي تبناه الرئيس دميتري ميدفيديف ازداد الإنفاق على برنامج الفضاء ليبلغ 82 مليار روبل (2.4 مليار $) عام 2009. وفي عام 2011 بلغت تخصيصات برنامج الفضاء الوطني 115 مليار روبل (3.8 مليار$).

### إعادة تنظيم قطاع الفضاء الروسي
نتيجة لسلسلة من أعطال التشغيل، ومباشرة بعد فشل عملية إطلاق الصاروخ بروتون إم في تموز/ يوليو 2013، بدأت خطة إعادة تنظيم واسعة. حيث تم تشكيل (شركة الفضاء والصواريخ المتحدة) وهي شركة مساهمة من قبل الحكومة الروسية لتوحيد قطاع الفضاء الروسي.
أعلنت الحكومة الروسية بعد ثلاث أيام من فشل إطلاق بروتون إم أنها ستتخذ إجرائات صارمة لتقويم صناعة الفضاء "
وأشارات معلومات برلمانية إلى نية الحكومة الروسية إعادة تنظيم وتحسين إداء وكالة روسيا الفدرالية الفضائية.

## بنية الصناعة

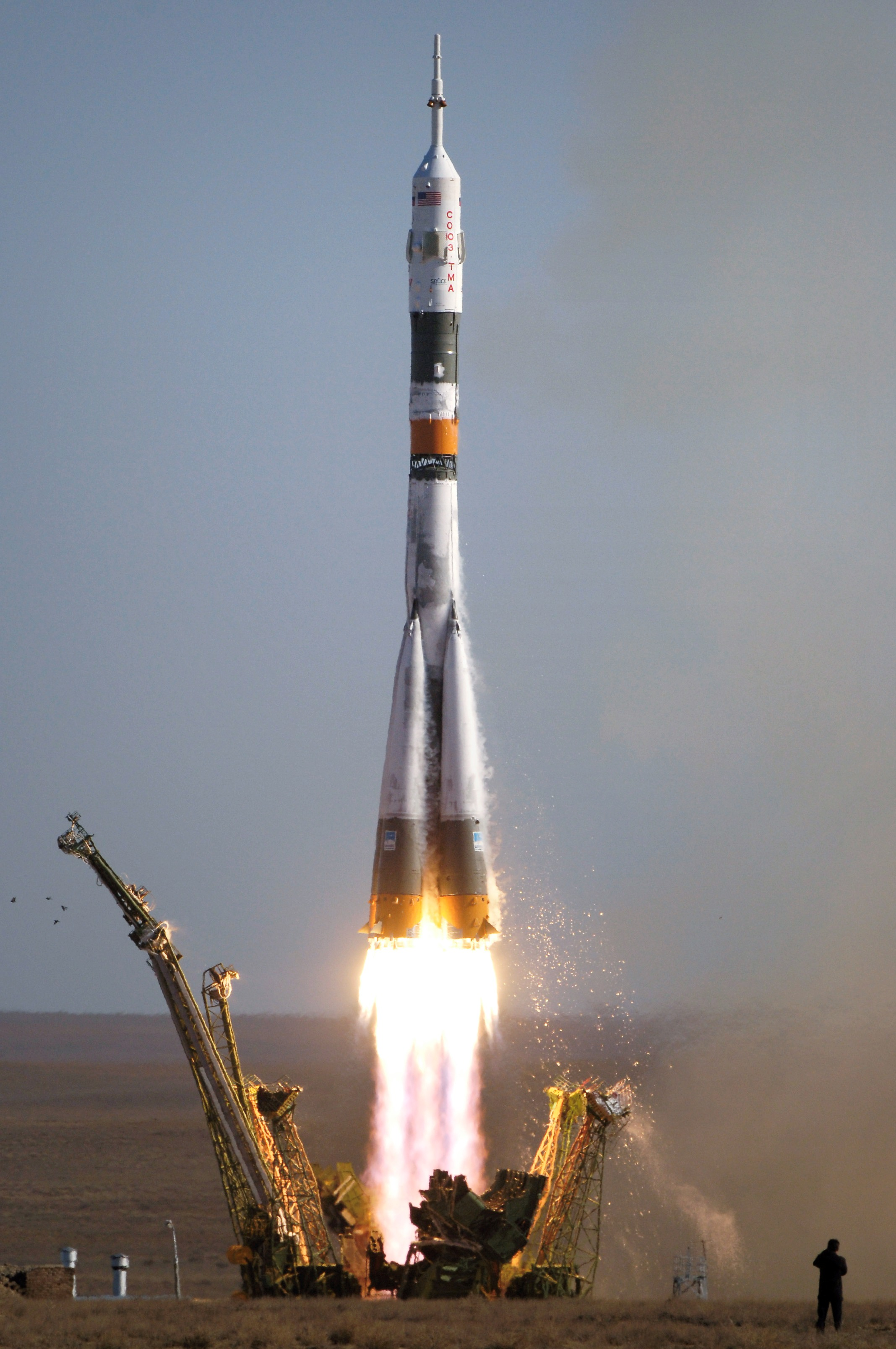
صاروخ الفضاء سويوز-اف جي الذي ينتجه مركز الدولة للبحوث والإنتاج الفضائي-التقدم

أكبر شركات الصناعة الفضائية الروسية هي شركة (ار كي كي انرجيا)وهي أكبر الشركات المنتجة للمركبات المأهولة، وهي الشركة الرائدة في تطوير سويوز وبرنامج (Progress spacecraft) والجزء الروسي من محطة الفضاء الدولية. وتوظف هذه الشركة ما بين 22,000 إلى 30,000 موظف. اما مركز الدولة للبحوث والإنتاج الفضائي-التقدم فهو المطور والمنتج لصواريخ الفضاء الناقلة للاقمار الاصطناعية (سويوز تي ام أي) والنسخة المأهولة من سويوز وتسمى (سيوز-اف جي) تستخدم لنقل رواد الفضاء.بينما تسوق الشركة الدولية المشتركة بين روسيا وأوروبا ستار سيم لإطلاق الاقمار الاصطناعية بالنسخ غير المأهولة من سيوز. ويقود مركز الدولة للبحوث والإنتاج الفضائي-التقدم حالياً مشروع لتطوير مركبة إطلاق الجديدة تسمى (روس-أم) والتي من المؤمل أن تحل محل المركبة سيوز.ويعد مركز الدولة للبحوث والإنتاج الفضائي خرونتشيف ومقرها موسكو من انجح الشركات تجارياً في مجال صناعة الفضاء وانتجت عائلة الصواريخ أنجارا) عام 2013 .وأكبر منتج للأقمار الاصطناعية في روسيا هي شركة (ريشتنف لنظم معلومات الأقمار الصناعية) والتي كانت تعرف سابقاً بأسم (إن بي أو بي ام) وهي المتعاقد الرئيسي لبرنامج غلوناس وتوظف حوالي 6,500 موظف. اما أكبر الشركات المنتجة لمحركات الصواريخ الروسية فهي شركة (انرجيماوش) وهي تصمم وتنتج محركات الصواريخ الشهيرة (ار دي-180).وفيما يتعلق بالمركبات الفضائية الكهربائية الدفع فشركة (أو كي بي فيكل) ومقرها في مقاطعة كالينينغراد أهم الشركات في هذا المجال.
شركة (إن بي أو لافاجكان)أهم شركة لتصميم وإنتاج صواريخ فضاء للسفر بين الكواكب.وهي مسئولة عن تطوير مركبة (فوبس-غرانت)رفيعة المستوى لإستكشاف القمر (فوبس) أحد أقمار المريخ.وهي أول محاولة روسية لإنتاج مسبار فضاء ينتقل إلى كوكب أخر منذ مهمة المركبة الفضائية (مارس 96).

## لائحة الشركات الرئيسية

### منتجي مركبات الإطلاق
- مركز الدولة للبحوث والإنتاج الفضائي-التقدم وتنتج مركبات:(سيوز-اف جي),(سيوز-يو),(سيوز-2)
- مركز الدولة للبحوث والإنتاج الفضائي خرونتشيف وتنتج صواريخ:صاروخ بروتون، صاروخ بروتون M، صاروخ بروتون K، صاروخ أنجارا
- (شركة إنتاج بوليات)

### المحركات
- (إن بي أو لافاجكان)
- (شركة إنتاج بوليات)
- (مكتب تصميم الكيمياء الميكانيكية)
- (مكتب تصميم كوزنيتسوف)
- (أو كي بي فيكل)
- مكتب تصميم اليكسي إيساف
- مكتب بحوث (SSC FSUE Keldysh)
- (FSUE RDIME)

## مركبات الفضاء المأهولة
- (ار كي كي انرجيا) وتنتج مركبات الفضاء الماهولة: محطة الفضاء الدولية، (سيوز-تي ام أي), (سيوز-تي ام أي-أم).

### بعثات السفر بين الكواكب
- (إن بي أو لافوشكين) وتنتج: مركبة (فوبس-غرانت).

### منتجو الأقمار الاصطناعية
- جي اس سي نظم القمار الصناعية وتنتج اقمار غلوناس، (أكسبرس ستلايت).
- (إن بي أو لافاجكان) وتنتج: مركبة الكترو-ال.
- (غازبروم سبيس سيستم).
- (شركة سبوتنيك المحدودة).

## الأثر البيئي
شكى خبراء البيئة من أن وقود الصاروخ بروتون ويعرف اختصاراً ب (UDMH) والحطام الذي تخلفه عملية إطلاق الصواريخ يلوث البيئة في روسيا وكازخستان.ووجدت مجموعات من أنواع السرطان في جمهورية ألطاي  وشكى السكان المحليون من ان أمطار حامضية تسقط بعد عملية الإطلاق. من جهته نفى (مركز بحوث كرانتسف) هذه الأدعائات على لسان نائب مديره (أناتولي كوزين) وقال: نحن نجري تجارب خاصة للتحقق من هذه المسألة.ومستوى الحامضية في الجو لا تتأثر بعملية إطلاق لصواريخ، وليس هناك معلومات تثبت العلاقة بين الأمراض في جمهورية ألطاي ومكونات الوقود المستخدم في الأنشط الفضائية من أي نوع.

## اقرأ أيضاً
- صناعة الطائرات الروسية
- مركز الدولة للبحوث والإنتاج الفضائي-التقدم
- ستار سيم